# 伊豆高原

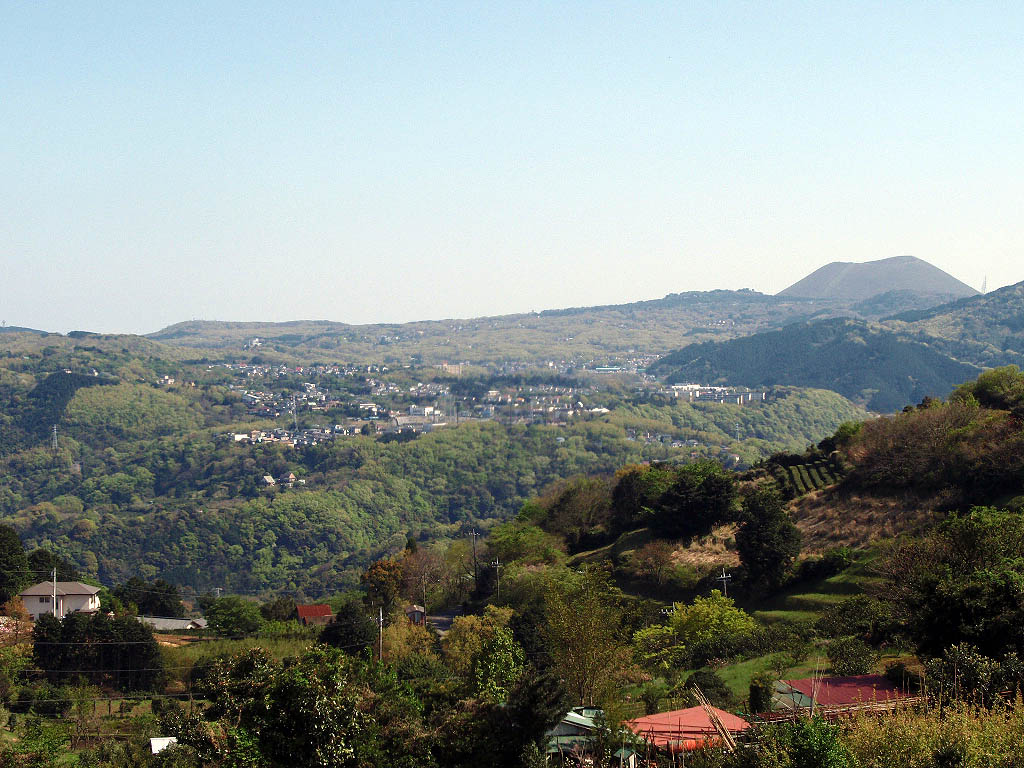
伊豆高原と大室山。正確には写真の稜線あたりが伊豆高原の観光地区である

伊豆高原（いずこうげん）は、静岡県伊東市の対島地区の大室山南東方面（富戸・池・八幡野）を、伊豆急行（現：伊豆急コミュニティー）が開発した温泉付き別荘地である。
広義には、「伊豆高原」に続いて伊豆急行によって造成・分譲された周辺の別荘地である「南大室台」「城ヶ崎(伊豆急城ヶ崎)」「東大室」なども含む。（更には、伊豆高原別荘地の北・南に隣接している「大室高原」「すいらん荘」といった別荘地も含め、地域全体をひっくるめてこう呼ぶ場合もある。）
首都圏からのアクセスが比較的容易であるうえ、海・山の自然が近く、それらを売りにする形で土地が分譲された。その後、観光施設や宿泊施設が増え、地域の発展と共に伊豆高原の言葉が定着して使用範囲が広がり、観光地域の名称として使われるようになった。

## 歴史
1961年（昭和36年）12月に伊豆急行線（伊東-下田間）が開通すると、伊豆急行は大室山周辺の溶岩台地の荒地を別荘地「伊豆高原」として自ら開発することを決定し、1962年（昭和37年）9月から造成開始、1963年（昭和38年）2月から分譲販売を開始した。
その後、池地区の矢筈山山麓に深井戸を掘り、1963年（昭和38年）6月に県の水道事業の認可を受けて、1964年（昭和39年）2月から水の供給を開始した。
1964年（昭和39年）3月からは温泉の引湯工事が開始され、10月1日から日本一長い引湯管を通して、東伊豆町の片瀬（湯の沢）から温泉の供給を開始した。
1970年（昭和45年）8月からは「南大室台」の分譲、1972年（昭和47年）4月からは「城ヶ崎」の分譲、1983年（昭和58年）からは「東大室」の分譲を、それぞれ開始した。
| 別荘地名                | 分譲開始年         | 総区画 |
| ----------------------- | ------------------ | ------ |
| 伊豆高原 (第1次-第28次) | 1963年（昭和38年） | 約2700 |
| 東大室                  | 1983年（昭和58年） | 約190  |
| 城ヶ崎 (第1次-第8次)    | 1972年（昭和47年） | 約380  |
| 南大室台                | 1970年（昭和45年） | 約350  |

### 沿革
- 1961年（昭和36年）12月 - 伊豆急行線開通（城ヶ崎海岸駅と今井浜海岸駅除く）[5]。
- 1962年（昭和37年）9月 - 伊豆高原・第1期（第1次-第9次地区）の造成開始[5]。
- 1963年（昭和38年）
  - 2月 - 伊豆高原の分譲開始[5]。
  - 6月 - 県による水道事業の認可[5]。
- 1964年（昭和39年）
  - 2月 - 水の供給開始[5]。
  - 3月 - 温泉の引湯工事が開始[5]。
  - 10月 - 温泉の供給を開始[5]。
- 1965年（昭和40年）7月 - 第1期（第1次-第9次地区）の造成工事完了、第2期（第10次-第26次地区）の造成開始[3]。
- 1970年（昭和45年）8月 - 伊豆高原分譲地・南大室台地区の分譲開始[4]。
- 1971年（昭和46年）9月 - 第2期（第10次-第26次地区）の造成工事完了[3]。
- 1972年（昭和47年）
  - 3月 - 城ヶ崎海岸駅供用開始[3]。
  - 4月 - 伊豆高原分譲地・城ヶ崎地区の分譲開始[3]。
- 1983年（昭和58年） - 東大室地区の分譲開始[2]。

## 地理
伊豆高原の地域は伊豆半島の東岸、伊東市の中南部に位置し、伊豆東部火山群の溶岩流などで形成された丘陵地に発展している。相模灘に面する海岸線までを含めて「伊豆高原」の呼称で呼ぶことが多い。西南側は天城山の裾野が続く。

## 観光

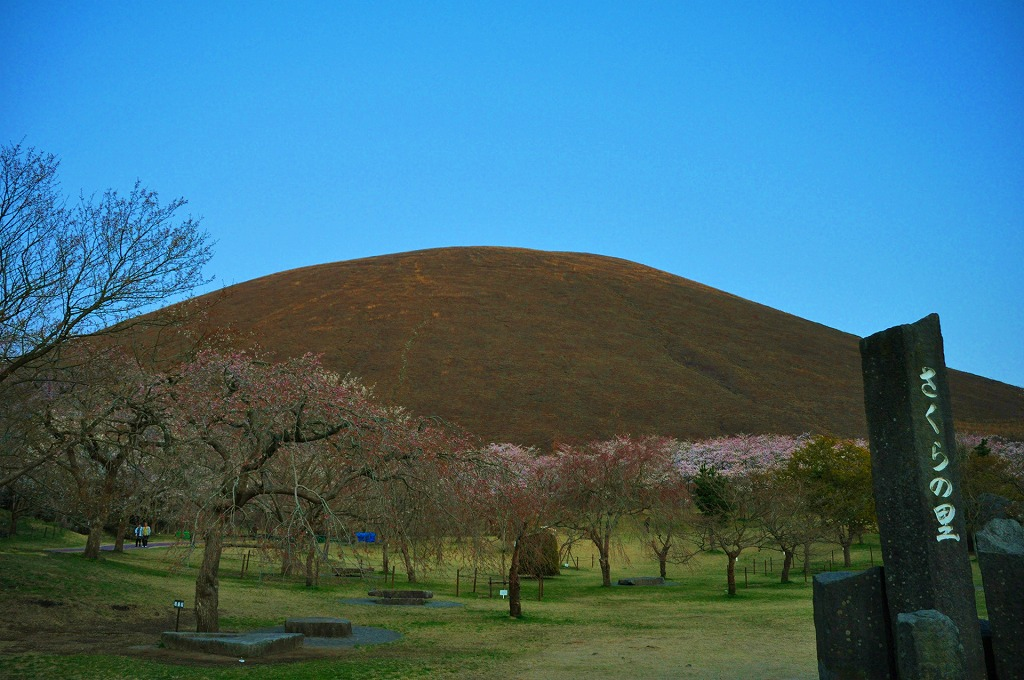
さくらの里からの大室山

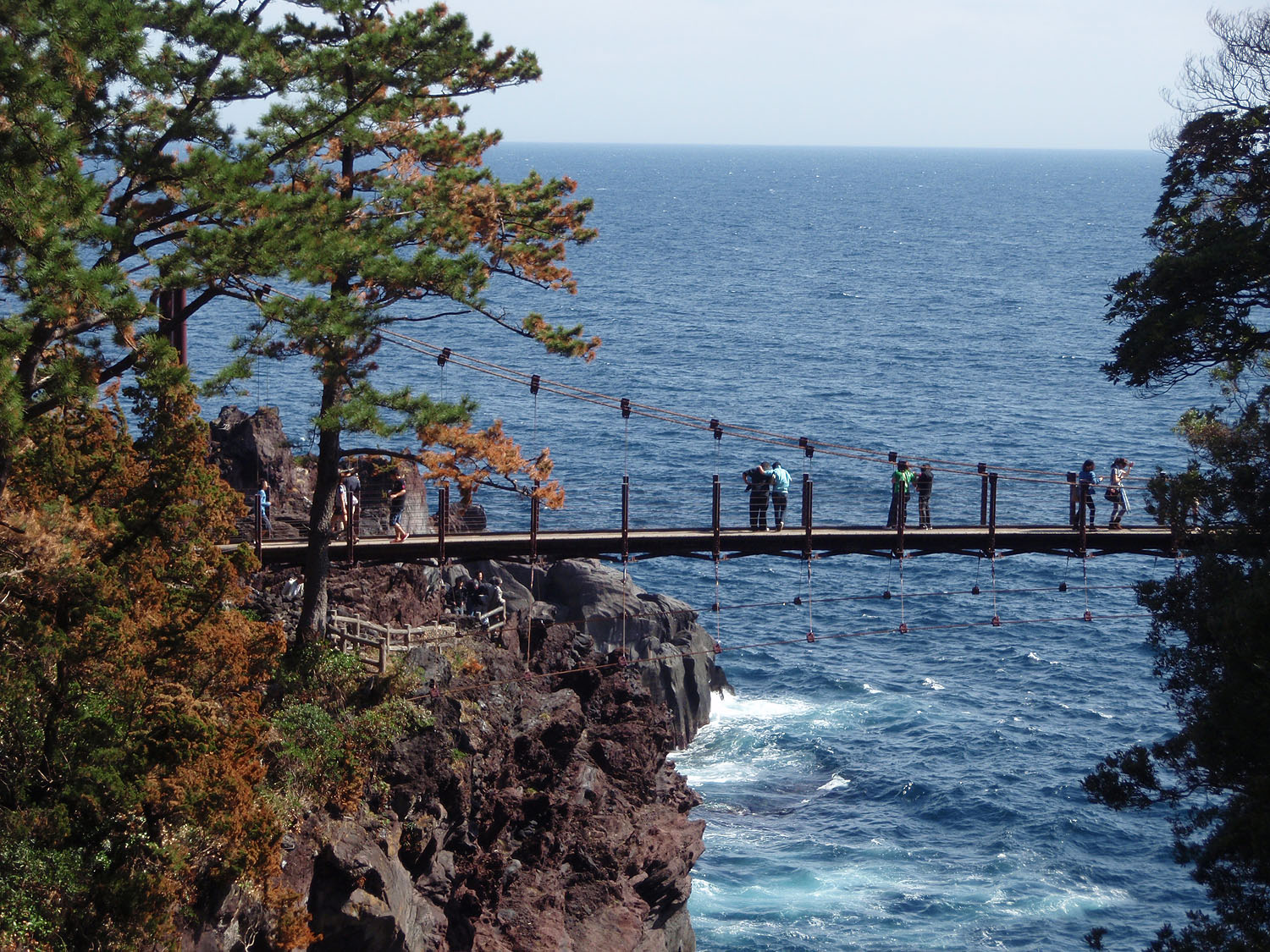
城ヶ崎海岸

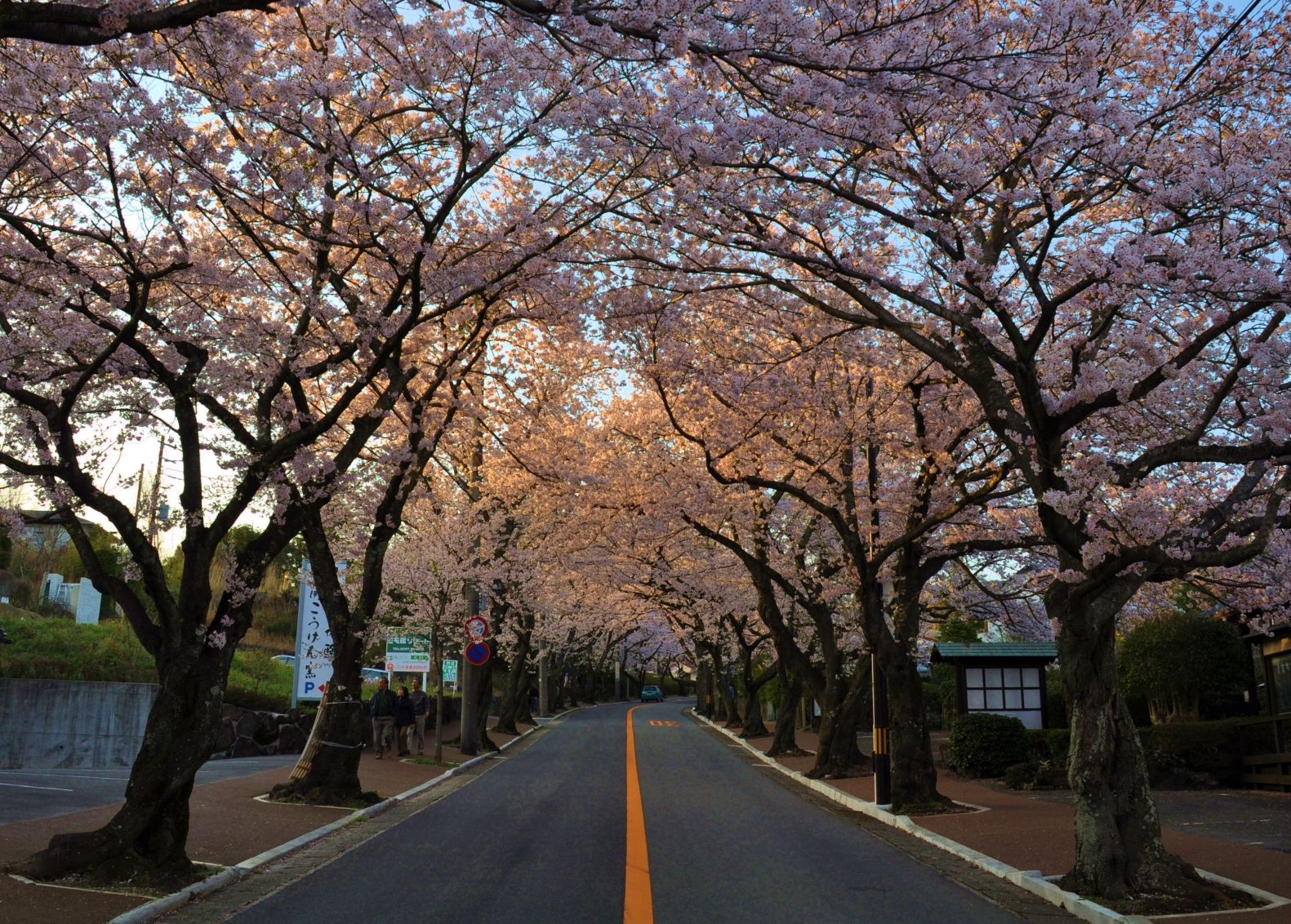
伊豆高原の桜並木

### 大室山
伊豆東部火山群に属する大室山は、約4000年前の噴火で形成された火山で、伊東市および伊豆高原のシンボル的存在である。山頂には周囲約1kmの火口があり、麓からリフトが運行され手軽に散策できる。眼下に伊豆高原一帯を見渡せるほか、遠くに伊豆半島東岸をはじめ、伊豆大島や富士山も望むことができる。毎年2月には山焼きが行われる。

### 城ヶ崎海岸
伊豆高原の海側にあるのが城ヶ崎海岸で、この伊豆半島東岸の主要な観光スポットである。上記の大室山の噴火よる溶岩流が海に流れ込んてできた海岸で、絶壁の海岸に沿って城ヶ崎自然研究路および、城ヶ崎ピクニカルコースが整備され、散策できる。途中には2つの吊橋がある。

### 桜並木
伊豆高原駅から約3kmにわたって桜並木が続く。

### 施設
私設の小規模な美術館や博物館が点在している。またペットに関する施設もある。
大室山の麓にはテーマパークである伊豆シャボテン公園がある。駅前から東海バスが路線を運行している。同系列の経営になる伊豆海洋公園はダイビングスポットとして知られている。同じく同系列の伊豆ぐらんぱる公園は屋外レジャー施設である。両者とも伊豆高原駅より東海バスが利用可能である。

## 交通
半島東岸には伊豆急行線が通じており、伊豆高原駅が玄関口となる。東京から運転の特急踊り子号が停車する。自動車では熱海から国道135号か伊豆スカイライン経由となる。ただし、大型連休時は伊豆半島東岸の渋滞が酷いため、伊豆高原駅まで電車で移動して現地でレンタカーを借りる方法もある。